# Échevin
Pour les articles homonymes, voir Échevin (homonymie).
Un échevin est, historiquement, dans le nord de la France au Moyen Âge, un magistrat nommé par un seigneur pour rendre justice sur ses terres. Dans certaines régions il est, sous l'Ancien Régime, un magistrat communal équivalent à l'actuel titre de conseiller municipal, comme tel est le cas de nos jours en Belgique où les échevins sont des élus adjoints au bourgmestre, équivalents en France d'adjoints au maire. Aux Pays-Bas, les échevins (en néerlandais : wethouders), formant avec le bourgmestre le corps exécutif d'une commune, sont également équivalents d'adjoints au maire en France, bien qu'ils ne siègent pas au conseil communal (et ce depuis 2002), ce dernier contrôlant leur action.

## Étymologie
Du latin mérovingien scabinus (de l'ancien bas francique, à rapprocher du néerlandais schepen « adjoint au maire » et de l'allemand Schöffe « juge non professionnel », ou de l'ancien haut allemand descaffen « constituer, ordonner »), titre d'un officier public au Moyen Âge.

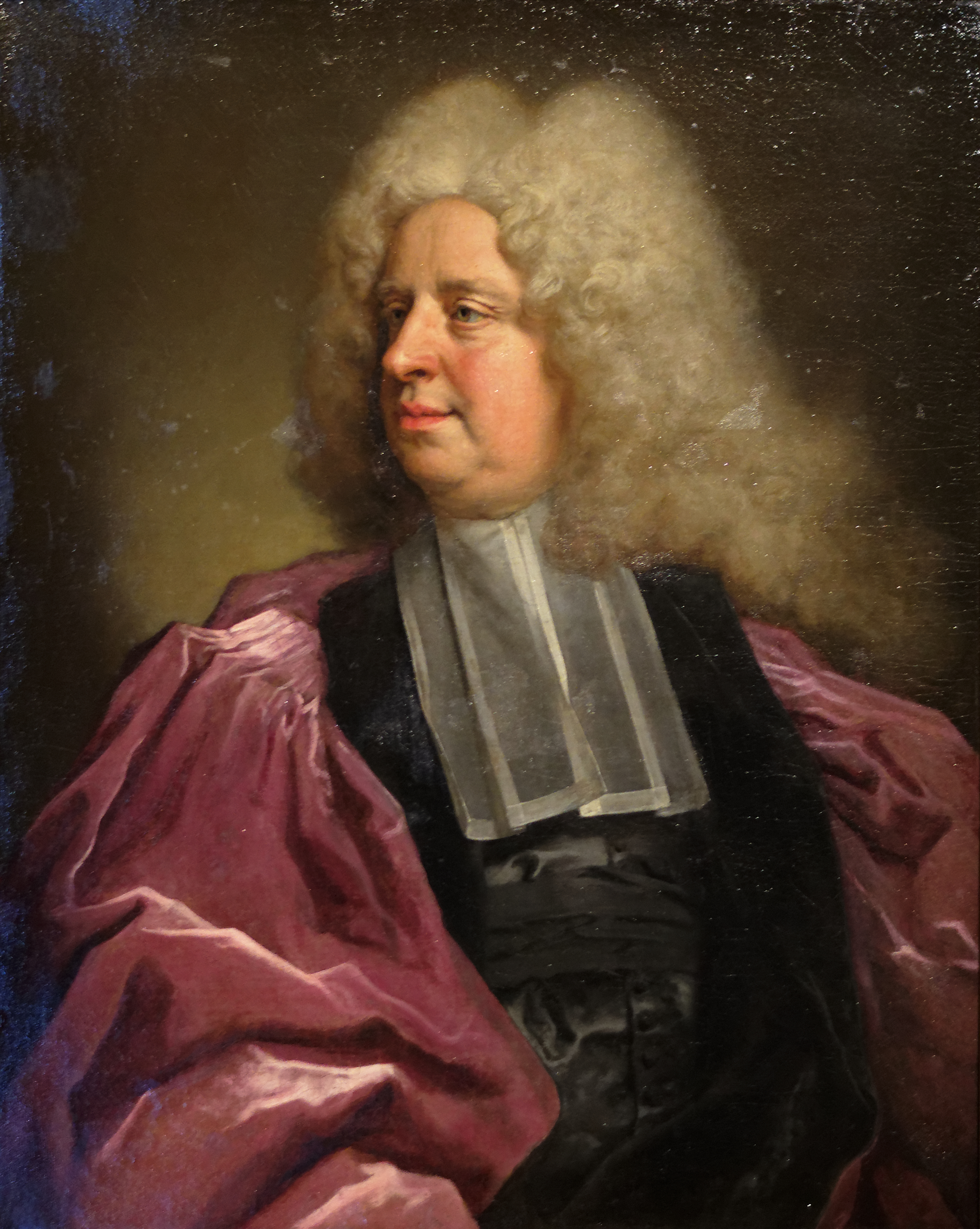
Portrait d'un échevin, Nicolas de Largillierre (Musée des Ursulines de Mâcon).

## Histoire
Marculfe, qui écrit vers 660, fait le premier mention des échevins comme assesseurs du comte et de son viguier, ou, lieutenant dans le jugement des causes. Dans l'Empire carolingien, l'échevin est le juge adjoint du tribunal comtal ou mallus. L'échevin remplace, sous Charlemagne, le rachimbourg. Ils rendent la justice dans les plaids ou assemblées publiques ; ils sont élus par les notables des villes, confirmés par le roi et soumis à l'inspection des commissaires royaux (missi dominici).
Au Moyen Âge, l'échevin est un magistrat chargé de la police et de la justice seigneuriale. Il est le plus souvent choisi et nommé par les grands feudataires ou élu par les bourgeois et est parfois aussi appelé consul, jurat ou capitoul. À l'époque moderne une partie même de leurs fonctions judiciaires passe entre les mains des baillis. Dans nombre d'endroits, les échevins ne sont plus que des officiers municipaux, conseillers du maire.
Les échevins de Paris sont les assesseurs du prévôt des marchands et siègent avec lui à l'hôtel de ville. La Révolution française de 1789 abolit les échevins et transporte leurs attributions aux maires et aux conseils municipaux.

## Synonymes
Selon les régions et la période, l'échevin est également appelé :
- en France :
  - prohomens (« premier magistrat ») puis podestat, utilisé jusqu'au XIIe ou XIIIe siècle dans le Sud de la France (notamment dans le comté de Provence disputé entre plusieurs régimes),
  - consul, dès le XIIIe siècle dans le Nord de la France, ou le XVIIe siècle dans le Sud (où le titre varie avec celui d'échevin suivant les régimes),
  - bailli (titre en usage aussi dans l'ancien duché de Normandie) jusqu'au XIIe siècle ou XIIIe siècle, puis sénéchal dans le duché de Bretagne avant l'union au royaume de France (où le titre disparaît dès le XIIe siècle dans le domaine royal pour séparer l'autorité judiciaire civile des villes bourgeoises, de l'autorité militaire royale s'exerçant ailleurs dans un vaste espace rural, tout en préservant des attributions locales limitées pour la noblesse et le clergé sur leurs domaines respectifs) ;
- au Canada :
  - échevin (et échevine), terminologie employée pour désigner un membre élu d’un conseil municipal dont l’emploi se raréfie au profit de conseiller municipal (et conseillère municipale)[2] ;
- au Royaume-Uni :
  - alderman (aldermen au pluriel), titre porté par un membre nommé d’un conseil de borough en Angleterre et pays de Galles (1836-1974), en Irlande (1840-1922) et en Irlande-du-Nord (1922-1973) ;
- en Irlande : 
  - alderman, titre porté par un membre d’un conseil (1922-2001).